# Gil Langley
Gilbert „Gil“ Roche Andrews Langley, AM (* 14. September 1919 in North Adelaide, South Australia; † 14. Mai 2001 in Fullarton, South Australia) war ein australischer Australian-Football-Spieler, Test-Cricket-Spieler und Politiker der Australian Labor Party (ALP), der unter anderem von 1962 bis 1982 Mitglied sowie zwischen 1977 und 1979 Sprecher des South Australian House of Assembly war.

## Leben

### Australian-Football- und Cricket-Spieler
Gilbert „Gil“ Roche Andrews Langley arbeitete nach dem Schulbesuch als Elektroinstallateur und spielte als Australian-Football-Spieler für den Sturt Football Club zwischen 1939 und 1950 in der South Australian National Football League (SANFL), wobei er 163 Spiele gespielt und 341 Tore geschossen hatte. 1943 war er außerdem für vier Spiele für den Essendon Football Club in der Victorian Football League (VFL) im Einsatz. Er bestritt außerdem 11 Spiele für Südaustralien, wobei er 19 Tore schoss.
Langley gab sein First-Class-Cricket-Debüt als spezialisierter Schlagmann für Southern Australia am 14. Dezember 1945 gegen New South Wales und hielt im Dezember 1947 erstmals das Wicket im First-Class-Cricket. Sein Debüt in der Nationalmannschaft gab er im November 1951 gegen die West Indies. Daraufhin konnte er sich im Nationalteam etablieren. Nach dem Rücktritt von Don Tallon 1953 stieg er zum etablierten Wicket-Keeper für Australien auf, eine Rolle, die er bis zu seinem eigenen Rücktritt 1956 ausfüllte. Seine erste Tour nach England absolvierte er in der Saison 1953, wobei Australien die Test-Serie 0–1 verlor. Bei der Ashes Tour 1954/55 war er erneut im Team und abermals verlor das Team mit 1–3 die Test-Serie. Bei der Tour in den West Indies im Frühjahr 1955 konnte er mit 53 Runs im vierten Test sein einziges internationales Fifty erreichen. Er reiste in der Saison 1956 noch ein weiteres Mal nach England und absolvierte auf Grund von einer Verletzung dort drei der fünf Tests. Jedoch wurde auch diese Tour verloren (1–2). Seinen letzten Einsatz in der Nationalmannschaft bei der Tour in Indien und Pakistan in der Saison 1956/57. Australien gewann die gegen Indien mit 2–0, während es in Pakistan die Serie mit 0–1 verlor. 1957 wurde er als einer Wisden Cricketers of the Year ausgezeichnet und kam im Laufe seiner Karriere bei 22 Test-Cricket-Spielen sowie 122 First-Class-Spielen zum Einsatz. Langley schaffte einen seltenen Doppelpack, der nur von seinem ehemaligen Trainer Vic Richardson erreicht wurde, indem er Sturt sowohl im Cricket als auch im Australian Football anführte. Nach seinem Rücktritt vom Cricket arbeitete er als Sportjournalist.

### Mitglied, stellvertretender Sprecher und Sprecher desSouth Australian House of Assembly
Bei der Wahl am 3. März 1962 wurde Gil Langley für die Australian Labor Party im Wahlkreis Unley als Nachfolger von Colin Dunnage von der Liberal and Country League (LCL) erstmals zum Mitglied des South Australian House of Assembly gewählt, des Unterhauses des Parlaments von South Australia, und vertrat diesen Wahlkreis bis zu seinem Verzicht auf eine erneute Kandidatur bei der Wahl am 6. November 1982, woraufhin sein Parteifreund Kym Mayes diesen Wahlkreis übernahm. Während seiner Parlamentszugehörigkeit war er zwischen dem 13. Mai 1965 und dem 16. April 1968 Mitglied des Gemeinsamen Parlamentsausschusses für nachgeordnete Gesetzgebung sowie später vom 5. Juni 1970 bis zum 4. August 1975 als Government Whip Parlamentarischer Geschäftsführer der Fraktion der regierenden Labor Party von Premier Don Dunstan in der Legislativversammlung.
Nach der Wahl vom 12. Juli 1975 wurde Langley als Nachfolger seines Parteifreundes Allan Burdon auf der konstituierenden Sitzung am 5. August 1975 als Deputy Speaker and Chairman of Committees zum stellvertretenden Sprecher und Vorsitzenden der Ausschüsse der Legislativversammlung und damit zum Stellvertreter von Sprecher Ted Connelly gewählt und bekleidete diese Funktionen bis zum 5. Oktober 1977, woraufhin sein Parteifreund Gavin Keneally ihn am 6. Oktober 1977 ablöste.
Nach der Wahl vom 17. September 1977 wurde Gil Langley schließlich als Nachfolger des parteilosen Ted Connelly, der nicht mehr in die Legislativversammlung gewählt wurde, auf der konstituierenden Sitzung am 6. Oktober 1977 selbst zum Sprecher des House of Assembly gewählt und übte dieses Amt bis zum 11. Oktober 1979 aus, woraufhin Bruce Eastick von der Liberal Party of Australia neuer Speaker wurde. Für seine Verdienste im Sport und für die Gemeinschaft wurde er im Zuge des Australia Day am 26. Januar 1984 zum Mitglied (Member) des Order of Australia (AM) ernannt.